# No Prayer on the Road
No Prayer on the Road es una gira de conciertos por la banda de heavy metal británico Iron Maiden, en apoyo de su álbum No Prayer for the Dying. Es la primera gira a la función de Janick Gers, quien reemplazó al guitarrista Adrian Smith Después de su etapa de gran escala utilizada en la década de 1980, la banda optó por una producción menos elaborada a partir de este viaje, con el bajista Steve Harris al comentar:
En Inglés:

We thought the Seventh Son... stage show just got a bit out of hand. I mean, the actual Eddie and the backdrops I thought looked amazing, but the giant icebergs and stuff were a bit naff, I think, and we just wanted to get away de all that and turn everything into like a massive club gig again, which we really managed to do. And having Janick in the band gave everybody a much-needed kick up the arse, too, because, being new, he was so enthusiastic about everything. I think it made us all open our eyes a bit and look at things in a new way.

En español:

Pensábamos que el tour 7th Tour of a 7th Tour acaba de recibir un poco de las manos que quiero decir, el real Eddie y los teloneros, pensé que parecía increíble, pero los icebergs gigantes y esas cosas eran un poco ordinarios, que pensar, y que sólo quería alejarme de todo eso y convertirlo todo en un concierto como el gran club de nuevo, que realmente logró hacer. y tener Janick en la banda dio a todos una patada muy necesaria por el culo, también, porque, de ser nuevo, estaba tan entusiasmado con todo lo que yo creo que nos hizo abrir los ojos un poco y mirar las cosas de una manera nueva.

## Bandas teloneras
Las bandas teloneras del tour fueron: Wolfsbane, Anthrax, The Almighty y King's X.

## Tour dates
| Date                     | City                          | Country                  | Venue                               |
| The Holy Smokers UK Tour | The Holy Smokers UK Tour      | The Holy Smokers UK Tour | The Holy Smokers UK Tour            |
| ------------------------ | ----------------------------- | ------------------------ | ----------------------------------- |
| 19 de septiembre de 1990 | Milton Keynes                 | Inglaterra               | Woughton Centre                     |
| Intercity Express Tour   |                               |                          |                                     |
| 20 de septiembre de 1990 | Southampton                   | Inglaterra               | Mayflower Theatre                   |
| 21 de septiembre de 1990 | Oxford                        | Inglaterra               | Apollo Theatre                      |
| 23 de septiembre de 1990 | Dublín                        | Irlanda                  | The Point                           |
| 24 de septiembre de 1990 | Belfast                       | Irlanda                  | King's Hall                         |
| 26 de septiembre de 1990 | Newcastle                     | Inglaterra               | Newcastle City Hall                 |
| 27 de septiembre de 1990 | Edimburgo                     | Inglaterra               | Edimburgo Playhouse                 |
| 28 de septiembre de 1990 | Aberdeen                      | Inglaterra               | Capitol Theatre                     |
| 30 de septiembre de 1990 | Ayr                           | Inglaterra               | Pavilion                            |
| 1 de octubre de 1990     | Preston                       | Inglaterra               | Guildhall                           |
| 2 de octubre de 1990     | Leicester                     | Inglaterra               | De Montfort Hall                    |
| 4 de octubre de 1990     | Liverpool                     | Inglaterra               | Royal Court Theatre                 |
| 5 de octubre de 1990     | Hull                          | Inglaterra               | Hull City Hall                      |
| 7 de octubre de 1990     | Newport                       | Inglaterra               | Newport Centre                      |
| 8 de octubre de 1990     | Cambridge                     | Inglaterra               | Corn Exchange                       |
| 9 de octubre de 1990     | Sheffield                     | Inglaterra               | Sheffield City Hall                 |
| 11 de octubre de 1990    | Derby                         | Inglaterra               | Assembly Rooms                      |
| 12 de octubre de 1990    | Mánchester                    | Inglaterra               | Mánchester Apollo                   |
| 14 de octubre de 1990    | Torbay                        | Inglaterra               | Leisure Centre                      |
| 15 de octubre de 1990    | Poole                         | Inglaterra               | Arts Centre                         |
| 16 de octubre de 1990    | Hanley                        | Inglaterra               | Victoria Hall                       |
| 18 de octubre de 1990    | Londres                       | Inglaterra               | Hammersmith Odeon                   |
| No Prayer on the Road    |                               |                          |                                     |
| 21 de octubre de 1990    | Barcelona                     | España                   | Palau dels Esports de Barcelona     |
| 23 de octubre de 1990    | Cascais                       | Portugal                 | Pavilhão de Cascais                 |
| 25 de octubre de 1990    | Madrid                        | España                   | Palacio de Deportes                 |
| 27 de octubre de 1990    | San Sebastián                 | España                   | Velodrome                           |
| 29 de octubre de 1990    | París                         | Francia                  | Le Zénith                           |
| 30 de octubre de 1990    | París                         | Francia                  | Le Zénith                           |
| 1 de noviembre de 1990   | Bruselas                      | Bélgica                  | Forest National                     |
| 2 de noviembre de 1990   | Leiden                        | Países Bajos             | Groenoordhal                        |
| 3 de noviembre de 1990   | Leiden                        | Países Bajos             | Groenoordhal                        |
| 5 de noviembre de 1990   | Copenhague                    | Dinamarca                | K.B. Hallen                         |
| 6 de noviembre de 1990   | Copenhague                    | Dinamarca                | K.B. Hallen (Cancelado)             |
| 8 de noviembre de 1990   | Drammen                       | Noruega                  | Drammenshallen                      |
| 9 de noviembre de 1990   | Gotemburgo                    | Suecia                   | Scandinavium                        |
| 10 de noviembre de 1990  | Estocolmo                     | Suecia                   | Isstadion                           |
| 12 de noviembre de 1990  | Helsinki                      | Finlandia                | Helsinki Ice Hall                   |
| 15 de noviembre de 1990  | Berlín                        | Alemania                 | Deutschlandhalle                    |
| 17 de noviembre de 1990  | Berna                         | Suiza                    | Festhalle '                         |
| 18 de noviembre de 1990  | Milán                         | Italia                   | Palatrussardi                       |
| 19 de noviembre de 1990  | Florencia                     | Italia                   | Palasport                           |
| 20 de noviembre de 1990  | Roma                          | Italia                   | Palaeur                             |
| 21 de noviembre de 1990  | Treviso                       | Italia                   | Palasport                           |
| 23 de noviembre de 1990  | Saarbrücken                   | Alemania                 | Saarlandhalle                       |
| 24 de noviembre de 1990  | Grenoble                      | Francia                  | Le Summum (Cancelado)               |
| 25 de noviembre de 1990  | Toulouse                      | Francia                  | Palais des Sports (Cancelado)       |
| 28 de noviembre de 1990  | Marseille                     | Francia                  | Palais des Sports (Cancelado)       |
| 29 de noviembre de 1990  | Turín                         | Italia                   | Palasport (Cancelado)               |
| 3 de diciembre de 1990   | Múnich                        | Alemania                 | Rudi-Sedlmayer-Halle                |
| 4 de diciembre de 1990   | Stuttgart                     | Alemania                 | Martin-Schleyer-Halle               |
| 5 de diciembre de 1990   | Wurzburgo                     | Alemania                 | Carl-Diem-Halle                     |
| 7 de diciembre de 1990   | Bremen                        | Alemania                 | Stadthalle                          |
| 8 de diciembre de 1990   | Hannover                      | Alemania                 | Eilenriedehalle                     |
| 11 de diciembre de 1990  | Edimburgo                     | Escocia                  | Ingliston Exhibition & Trade Centre |
| 13 de diciembre de 1990  | Whitley Bay                   | Escocia                  | Ice Rink                            |
| 14 de diciembre de 1990  | Birmingham                    | Escocia                  | NEC Arena                           |
| 15 de diciembre de 1990  | Birmingham                    | Escocia                  | NEC Arena                           |
| 17 de diciembre de 1990  | Londres                       | Escocia                  | Wembley Arena                       |
| 18 de diciembre de 1990  | Londres                       | Escocia                  | Wembley Arena                       |
| 20 de diciembre de 1990  | Genk                          | Bélgica                  | Limburghal                          |
| 21 de diciembre de 1990  | Dortmund                      | Alemania                 | Westfalenhalle                      |
| 22 de diciembre de 1990  | Fráncfort del Meno            | Alemania                 | Festhalle                           |
| No Prayer on the Road    |                               |                          |                                     |
| 13 de enero de 1991      | Halifax, Nueva Escocia        | Canadá                   | Halifax Metro Centre                |
| 15 de enero de 1991      | Montreal, Quebec              | Canadá                   | Montreal Forum                      |
| 16 de enero de 1991      | Quebec City, Quebec           | Canadá                   | Colisée Pepsi                       |
| 18 de enero de 1991      | Toronto, Ontario              | Canadá                   | Maple Leaf Gardens                  |
| 19 de enero de 1991      | Rochester, Nueva York         | Estados Unidos           | War Memorial                        |
| 21 de enero de 1991      | East Rutherford, Nueva Jersey | Estados Unidos           | Brendan Byrne Arena                 |
| 22 de enero de 1991      | Albany, Nueva York            | Estados Unidos           | Knickerbocker Arena                 |
| 23 de enero de 1991      | Worcester, Massachusetts      | Estados Unidos           | Centrum                             |
| 25 de enero de 1991      | Providence, Rhode Island      | Estados Unidos           | Civic Center                        |
| 26 de enero de 1991      | New Haven, Connecticut        | Estados Unidos           | New Haven Coliseum                  |
| 28 de enero de 1991      | Springfield, Massachusetts    | Estados Unidos           | Civic Center (Cancelado)            |
| 29 de enero de 1991      | Filadelfia, Pensilvania       | Estados Unidos           | The Spectrum                        |
| 31 de enero de 1991      | Pittsburgh, Pensilvania       | Estados Unidos           | A.J. Palumbo Center                 |
| 1 de febrero de 1991     | Fairfax, Virginia             | Estados Unidos           | Patriot Center                      |
| 2 de febrero de 1991     | Charleston, West Virginia     | Estados Unidos           | Charleston Civic Center             |
| 4 de febrero de 1991     | Auburn Hills, Míchigan        | Estados Unidos           | The Palace of Auburn Hills          |
| 5 de febrero de 1991     | Cleveland, Ohio               | Estados Unidos           | Richfield Coliseum                  |
| 6 de febrero de 1991     | Cincinnati, Ohio              | Estados Unidos           | Cincinnati Gardens                  |
| 8 de febrero de 1991     | Miami, Florida                | Estados Unidos           | Miami Arena (Cancelado)             |
| 9 de febrero de 1991     | Orlando, Florida              | Estados Unidos           | Amway Arena (Cancelado)             |
| 10 de febrero de 1991    | Tampa, Florida                | Estados Unidos           | Sundome (Cancelado)                 |
| 13 de febrero de 1991    | Atlanta, Georgia              | Estados Unidos           | Omni Coliseum (Cancelado)           |
| 15 de febrero de 1991    | Houston, Texas                | Estados Unidos           | The Summit                          |
| 16 de febrero de 1991    | Dallas, Texas                 | Estados Unidos           | Fairgrounds                         |
| 17 de febrero de 1991    | San Antonio, Texas            | Estados Unidos           | Convention Center Arena             |
| 19 de febrero de 1991    | San Diego, California         | Estados Unidos           | Sports Arena                        |
| 20 de febrero de 1991    | Los Ángeles, California       | Estados Unidos           | Long Beach Arena                    |
| 22 de febrero de 1991    | Los Ángeles, California       | Estados Unidos           | Long Beach Arena                    |
| 23 de febrero de 1991    | Phoenix, Arizona              | Estados Unidos           | Compton Terrace                     |
| 24 de febrero de 1991    | Albuquerque, Nuevo México     | Estados Unidos           | Tingley Coliseum                    |
| 25 de febrero de 1991    | Denver, Colorado              | Estados Unidos           | McNichols Sports Arena              |
| 27 de febrero de 1991    | Kansas City, Misuri           | Estados Unidos           | Kemper Arena                        |
| 28 de febrero de 1991    | Sioux Falls, Dakota del Sur   | Estados Unidos           | Sioux Falls Arena (Cancelado)       |
| 1 de marzo de 1991       | Minneapolis, Minnesota        | Estados Unidos           | Target Center                       |
| 3 de marzo de 1991       | Saint Louis, Misuri           | Estados Unidos           | Fox Theater                         |
| 4 de marzo de 1991       | Chicago, Illinois             | Estados Unidos           | Allstate Arena                      |
| 6 de marzo de 1991       | Winnipeg, Manitoba            | Canadá                   | Winnipeg Arena                      |
| 7 de marzo de 1991       | Saskatoon, Saskatchewan       | Canadá                   | Saskatchewan Place                  |
| 8 de marzo de 1991       | Edmonton, Alberta             | Canadá                   | Agri Dome                           |
| 10 de marzo de 1991      | Salem, Oregón                 | Estados Unidos           | Armory Auditorium                   |
| 11 de marzo de 1991      | Seattle, Washington           | Estados Unidos           | Seattle Center Coliseum             |
| 13 de marzo de 1991      | Sacramento, California        | Estados Unidos           | ARCO Arena                          |
| 14 de marzo de 1991      | Daly City, California         | Estados Unidos           | Cow Palace                          |
| 15 de marzo de 1991      | Bakersfield, California       | Estados Unidos           | Bakersfield Civic Auditorium        |
| 17 de marzo de 1991      | Laguna Hills, California      | Estados Unidos           | Verizon Wireless Amphitheatre       |
| 19 de marzo de 1991      | Salt Lake City, Utah          | Estados Unidos           | Salt Palace                         |
| No Prayer on the Road    |                               |                          |                                     |
| 28 de marzo de 1991      | Tokio                         | Japón                    | NHK Hall                            |
| 29 de marzo de 1991      | Tokio                         | Japón                    | NHK Hall                            |
| 1 de abril de 1991       | Omiya                         | Japón                    | Sonic City Hall                     |
| 2 de abril de 1991       | Osaka                         | Japón                    | Kosei Nenkin Hall                   |
| 3 de abril de 1991       | Yokohama                      | Japón                    | Yokohama Cultural Gymnasium         |
| 5 de abril de 1991       | Tokio                         | Japón                    | NHK Hall                            |
| No Prayer for the Summer |                               |                          |                                     |
| 29 de junio de 1991      | Roskilde                      | Dinamarca                | Roskilde Festival                   |
| 5 de septiembre de 1991  | Berna                         | Suiza                    | Festhalle                           |
| 6 de septiembre de 1991  | Winterthur                    | Suiza                    | Alt Stadt                           |
| 21 de septiembre de 1991 | Tolón                         | Francia                  | Circuit Paul Ricard                 |

## Lista de canciones
1. Intro - 633 Squadron Music
2. Tailgunner (de No Prayer for the Dying, 1990)
3. Public Enema Number One (de No Prayer for the Dying, 1990)
4. Wrathchild (de Killers, 1981)
5. Die with Your Boots On (de Piece of Mind, 1983)
6. Hallowed Be Thy Name (de The Number of the Beast, 1982)
7. 22 Acacia Avenue (de Number of the Beast, 1982)
8. Holy Smoke (de No Prayer for the Dying, 1990)
9. The Assassin (de No Prayer for the Dying, 1990)
10. No Prayer for the Dying (de No Prayer for the Dying, 1990)
11. Hooks in You (de No Prayer for the Dying, 1990)
12. The Clairvoyant (de Seventh Son of a Seventh Son, 1988)
13. 2 Minutes to Midnight (de Powerslave, 1984)
14. The Trooper (de Piece of Mind, 1983)
15. Heaven Can Wait (de Somewhere in Time, 1986)
16. Iron Maiden (de Iron Maiden, 1980)
17. The Number of the Beast (de Number of the Beast, 1982)
18. Bring Your Daughter...to the Slaughter (de No Prayer for the Dying, 1990)
19. Run to the Hills (de Number of the Beast, 1982)
20. Sanctuary (de Iron Maiden, 1980)